# ثماريات
الثماريات أو عثث دودة الفاكهة أو عائلة كاربوسينيدي أو فصيلة كاربوسينيدي (الاسم العلمي: Carposinidae)، هي فصيلة حشرات عثية من حرشفيات الأجنحة.توجد في جميع أنحاء العالم باستثناء الشمال الغربي لمنطقة القطبية الشمالية القديمة.